# Дневник горничной
«Дневник горничной» (фр. Le Journal d'une femme de chambre) — роман французского прозаика, драматурга и журналиста Октава Мирбо (1900). Героиня романа, Cелестина, ведет откровенные записи собственных интимных связей и сексуальных развлечений своих господ.

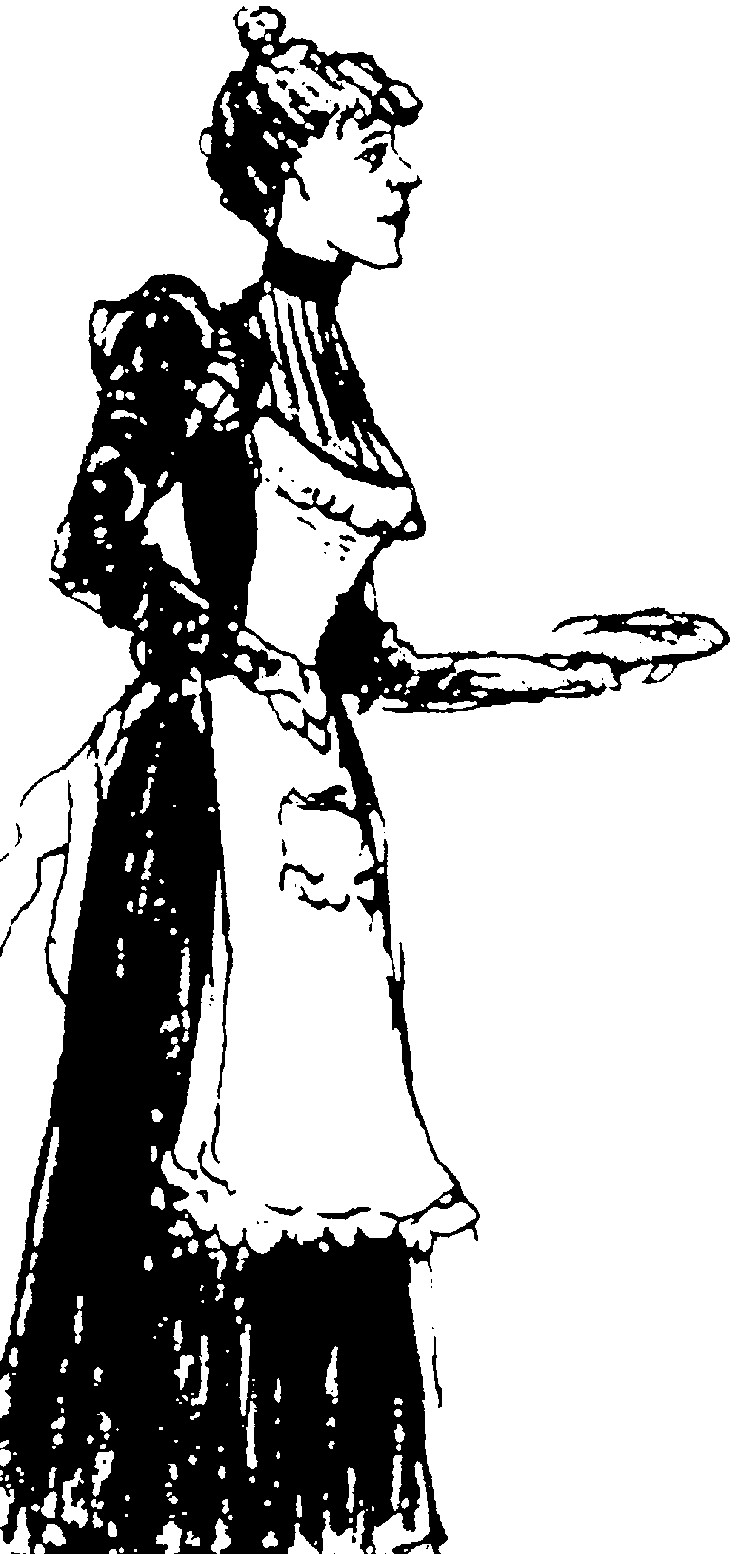
Октав Мирбо, Селестина, 1900

## Экранизации
- Дневник горничной (фильм, 1916) — российский фильм (режиссёр М.Н. Мартов)
- Дневник горничной (фильм, 1946) — американский (США) фильм.
- Дневник горничной (фильм, 1964) — итало-французский фильм.
- Дневник горничной (фильм, 2015) — франко-бельгийский фильм.